# Krzyż (województwo wielkopolskie)
Krzyż – osada leśna w Polsce położona w województwie wielkopolskim, w powiecie wolsztyńskim, w gminie Wolsztyn.